# Лісова жаба Буланже
Лісова жаба Буланже (Leptopelis boulengeri) — вид земноводних з роду Лісова жаба родини Жаби-верескуни. Отримала назву на честь вченого Жоржа Альбера Буланже.

## Опис
Загальна довжина досягає 3,7—8,1 см. Спостерігається статевий диморфізм: самиці більші за самців. Голова товста. Очі великі, витрішкуваті з вертикальною зіницею. Тулуб щільний. Шкіра грубозерниста. Задні кінцівки довші за передні.
Забарвлення самців сіре, сіро-буре з зеленим малюнком та темно-жовтими суглобовими згинами. Самиця забарвлена у світло- або темно-сірий чи червонувато-корчиневий колір з великим темним ромбом або трикутником на спині й поперечними смугами на лапах.

## Спосіб життя
Полюбляє тропічні та субтропічні вологі низинні ліси. Усе життя проводить на деревах. Голос доволі низький, пискливий. Активна вночі. Живиться різними комахами.
Самиця відкладає яйця у діаметрі 3 мм у вологий ґрунт.